# Ottone III del Monferrato
Ottone III Paleologo, detto anche Secondotto o Secondo Ottone (1360 – Mattaleto, 1378), fu marchese del Monferrato dal 1372 fino alla morte.
La data precisa di nascita è incerta ma fu sicuramente il figlio primogenito di Giovanni II del Monferrato (1321 – 1372) e di Elisabetta di Maiorca (1337 – 1406)

## Biografia
Egli salì comunque assai giovane al governo del marchesato, come da testamento del padre, che ne dispose la assistenza da parte di Ottone di Brunswick e di Amedeo VI di Savoia. Tuttavia Ottone di Brunswick sposò nel 1376 Giovanna I di Napoli, allontanandosi dal marchesato e non potendo più prestarsi per mantenere la reggenza.
Debole e incapace di reggere da solo il pesante incarico che l'assenza dello zio Ottone gli aveva consegnato, Secondotto decise di stringere un'alleanza contro Amedeo VI ed i Savoia-Acaja, sposando la figlia di Galeazzo II Visconti, Violante (o Iolanda, 1354 – 1382).
Tale alleanza però si rivelerà poco efficace. Avendo il fratello di Ottone di Brunswick attaccato e conquistato Asti, Secondotto chiese aiuto a Galeazzo, il quale intervenne con forze ingenti: l'obiettivo del milanese era di mantenere sotto il suo controllo Asti.
Quando Secondotto si accorse del grave pericolo che rappresentava il cognato Gian Galeazzo era ormai troppo tardi. Le truppe del milanese sconfissero quelle del debole marchese paleologo che, preso da timore, decise di partire con un suo piccolo seguito verso ignota destinazione. Il 16 dicembre 1378 Ottone III Secondotto venne assassinato nel castello di Mattaleto, nei pressi di Langhirano in Val Parma, e il suo corpo fu sepolto nel duomo di Parma.

Ottone di Brunswick, ricevuta la notizia della morte violenta del marchese, fece rapido ritorno in Monferrato per gestire la situazione di caos che il decesso di Ottone III aveva creato. Egli impose sul trono monferrino il fratello di Ottone, Giovanni III del Monferrato.

## Discendenza
Il 2 d'agosto del 1377 si sposò con Violante Visconti. Senza discendenza.

## Ascendenza
|                            |                      |                         | Genitori                     |  |  | Nonni |  |  | Bisnonni               |  |  | Trisnonni              |  |
|                            |                      |                         |                              |  |  |       |  |  | Andronico II Paleologo |  |  | Michele VIII Paleologo |  |
|                            |                      |                         |                              |  |  |       |  |  | Andronico II Paleologo |  |  | Michele VIII Paleologo |  |
|                            |                      | Teodora Ducas Vatatzina |                              |  |  |       |  |  | Andronico II Paleologo |  |  |                        |  |
| Teodoro I del Monferrato   |                      |                         |                              |  |  |       |  |  | Andronico II Paleologo |  |  |                        |  |
|                            |                      | Violante di Monferrato  | Guglielmo VII del Monferrato |  |  |       |  |  |                        |  |  |                        |  |
|                            |                      | Violante di Monferrato  | Guglielmo VII del Monferrato |  |  |       |  |  |                        |  |  |                        |  |
|                            |                      | Violante di Monferrato  | Beatrice di Castiglia        |  |  |       |  |  |                        |  |  |                        |  |
| Giovanni II del Monferrato |                      | Violante di Monferrato  |                              |  |  |       |  |  |                        |  |  |                        |  |
|                            |                      | Opizzino Spinola        | Corrado Spinola              |  |  |       |  |  |                        |  |  |                        |  |
|                            |                      | Opizzino Spinola        | Corrado Spinola              |  |  |       |  |  |                        |  |  |                        |  |
|                            |                      | Opizzino Spinola        | Argentina Fieschi            |  |  |       |  |  |                        |  |  |                        |  |
| Argentina Spinola          |                      | Opizzino Spinola        |                              |  |  |       |  |  |                        |  |  |                        |  |
|                            |                      | Violante di Saluzzo     | Tommaso I di Saluzzo         |  |  |       |  |  |                        |  |  |                        |  |
|                            |                      | Violante di Saluzzo     | Tommaso I di Saluzzo         |  |  |       |  |  |                        |  |  |                        |  |
|                            |                      | Violante di Saluzzo     | Luisa di Ceva                |  |  |       |  |  |                        |  |  |                        |  |
| Ottone III del Monferrato  |                      | Violante di Saluzzo     |                              |  |  |       |  |  |                        |  |  |                        |  |
|                            | Ferdinando d'Aragona | Giacomo II di Maiorca   |                              |  |  |       |  |  |                        |  |  |                        |  |
|                            | Ferdinando d'Aragona | Giacomo II di Maiorca   |                              |  |  |       |  |  |                        |  |  |                        |  |
|                            | Ferdinando d'Aragona | Esclarmonde di Foix     |                              |  |  |       |  |  |                        |  |  |                        |  |
| Giacomo III di Maiorca     | Ferdinando d'Aragona |                         |                              |  |  |       |  |  |                        |  |  |                        |  |
|                            |                      | Isabella di Sabran      | Isnardo di Sabran            |  |  |       |  |  |                        |  |  |                        |  |
|                            |                      | Isabella di Sabran      | Isnardo di Sabran            |  |  |       |  |  |                        |  |  |                        |  |
|                            |                      | Isabella di Sabran      | Margherita di Villehardouin  |  |  |       |  |  |                        |  |  |                        |  |
| Elisabetta di Maiorca      |                      | Isabella di Sabran      |                              |  |  |       |  |  |                        |  |  |                        |  |
|                            |                      | Alfonso IV di Aragona   | Giacomo II di Aragona        |  |  |       |  |  |                        |  |  |                        |  |
|                            |                      | Alfonso IV di Aragona   | Giacomo II di Aragona        |  |  |       |  |  |                        |  |  |                        |  |
|                            |                      | Alfonso IV di Aragona   | Bianca di Napoli             |  |  |       |  |  |                        |  |  |                        |  |
| Costanza d'Aragona         |                      | Alfonso IV di Aragona   |                              |  |  |       |  |  |                        |  |  |                        |  |
|                            |                      | Teresa di Entenza       | Gombaldo di Entenza          |  |  |       |  |  |                        |  |  |                        |  |
|                            |                      | Teresa di Entenza       | Gombaldo di Entenza          |  |  |       |  |  |                        |  |  |                        |  |
|                            |                      | Teresa di Entenza       | Costanza d'Antillón          |  |  |       |  |  |                        |  |  |                        |  |
|                            |                      | Teresa di Entenza       |                              |  |  |       |  |  |                        |  |  |                        |  |